# ディシャ・パタニ
ディシャ・パタニ（Disha Patani、1992年6月13日 - ）は、インドのヒンディー語映画で活動する女優、モデル。2015年に『Loafer』で女優デビューし、2016年に『M.S.ドーニー 〜語られざる物語〜』で国際インド映画アカデミー賞 新人女優賞、スターダスト・アワード 有望女優賞を受賞した。

## 生い立ち
ラージプートヒンドゥー教徒の出身。父ジャガディーシュ・パタニは警察官、母は衛生指導員をしており、姉クシュブー・パタニはインド陸軍中尉である。ラクナウのアミティ大学で工学を専攻した。

## キャリア

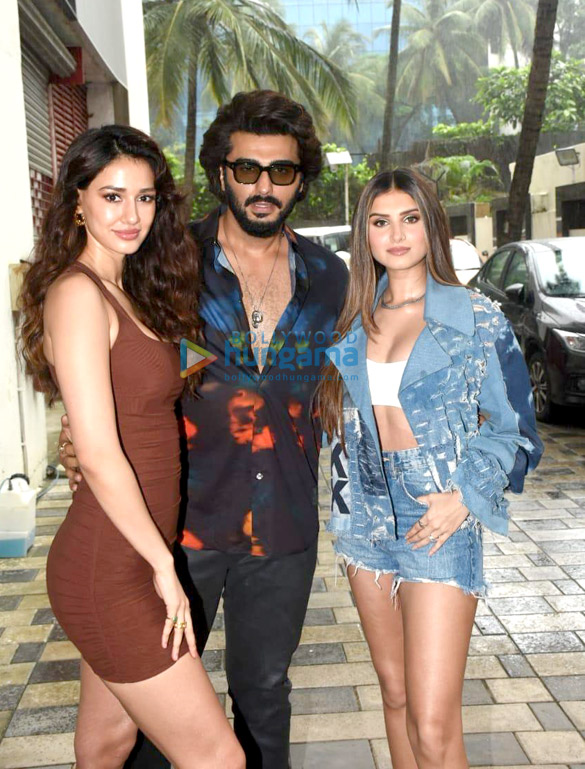
『野獣一匹II』プロモーション活動中のディシャ・パタニ、アルジュン・カプール、タラ・スタリア

2013年にフェミナ・ミス・インディアのインドール代表に選出されことがきっかけとなり、女優の道に進んだ。キャドバリーのキャドバリー・デイリー・ミルクの広告に起用されて注目を集め、2015年にヴァルン・テージ主演の『Loafer』で映画デビューする。同作は2億ルピーの製作費に対して興行収入が1億600万ルピーと振るわなかった。2016年にはタイガー・シュロフと共演してミュージックビデオ「Befikra」に出演し、アディティ・シン・シャルマが彼女の声を吹き替えている。同年にマヘンドラ・シン・ドーニの半生を描いた『M.S.ドーニー 〜語られざる物語〜』でスシャント・シン・ラージプート、キアラ・アドヴァニと共演し、同作は興行収入21億6000万ルピーを記録するヒット作となり、女優として知名度を上げた。また、2017年には『カンフー・ヨガ』でジャッキー・チェン、ソーヌー・スードと共演している。2018年には『タイガー・バレット』でタイガー・シュロフと共演し、同作は25億8000万ルピーの興行収入を記録するヒット作となった。
2019年に『Bharat』でサルマーン・カーン、カトリーナ・カイフと共演した。2020年には『Malang』でアディティヤ・ロイ・カプール、アニル・カプール、クナール・ケームと共演した。同作は音楽・アクション・演出・キャストの演技が批評家から絶賛され、興行収入8億4500万ルピーを記録して興行的にも成功を収めた。同年3月には『タイガー・バレット』の続編『シャウト・アウト』ではアイテム・ナンバーを務めた。2021年にはプラブデーヴァーの『Radhe』で再びサルマン・カーンと共演した。同作はビデオ・オン・デマンド形式で公開され、批評家や観客からは脚本・演出・VFXを酷評された。2022年にモーヒト・スーリーの『野獣一匹II』でジョン・エイブラハム、タラ・スタリア、アルジュン・カプールと共演した。批評家からはの評価は賛否両論で、興行収入も芳しくなかった。2024年は『Yodha』でシッダールト・マルホートラと共演し、客室乗務員に扮するテロリスト役を演じた。同作のアクション演技は批評家から高い評価を得たが、興行成績は振るわなかった。同年6月には『カルキ 2898-AD』でプラバースと共演し、同作は年間興行成績第2位にランクインするなど興行的に大きな成功を収めた。また、同年11月には『Kanguva』でタミル語映画デビューしてスーリヤと共演したが、批評家からは「必要性の感じられない役柄」などが酷評された。

## フィルモグラフィー

### 映画

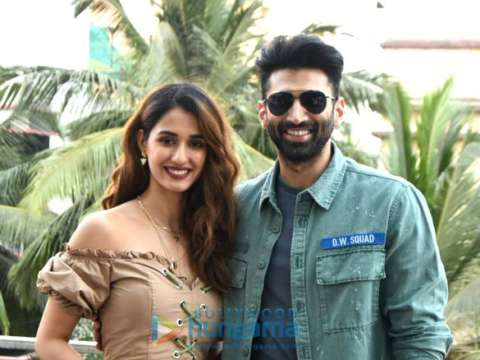
『Malang』プロモーション活動中のディシャ・パタニ、アディティヤ・ロイ・カプール

| 年   | 作品                            | 役名                  | 備考                             | 出典          |
| ---- | ------------------------------- | --------------------- | -------------------------------- | ------------- |
| 2015 | Loafer                          | モウニー/パリジャタム | テルグ語映画                     |               |
| 2016 | M.S.ドーニー 〜語られざる物語〜 | プリヤンカ・ジャー    |                                  |               |
| 2017 | カンフー・ヨガ                  | アスミタ              | 中国との合作映画                 |               |
| 2018 | Welcome to New York             | 本人役                | カメオ出演                       |               |
| 2018 | タイガー・バレット              | ネーハー・ラーワト    |                                  | [ 32 ]        |
| 2019 | Bharat                          | ラーダー・マトゥール  |                                  | [ 33 ]        |
| 2020 | Malang                          | サーラー・ナンビアル  |                                  | [ 34 ]        |
| 2020 | シャウト・アウト                | バーのダンサー        | 「Do You Love Me」歌曲シーン出演 | [ 35 ]        |
| 2021 | Radhe                           | ディヤ・アビヤンカル  |                                  | [ 36 ]        |
| 2022 | 野獣一匹II                      | ラシカー              |                                  | [ 37 ] [ 38 ] |
| 2024 | Yodha                           | ライラ・ハーリド      |                                  | [ 39 ]        |
| 2024 | カルキ 2898-AD                  | ロキシー              | テルグ語映画                     | [ 40 ]        |
| 2024 | Kanguva                         | アンジェリナ          | タミル語映画                     | [ 41 ]        |

### ミュージック・ビデオ
| 年   | 作品                 | 歌手                                      | 作曲家             | 出典   |
| ---- | -------------------- | ----------------------------------------- | ------------------ | ------ |
| 2016 | Befikra              | ミート・ブロス アディティ・シン・シャルマ | ミート・ブロス     | [ 42 ] |
| 2019 | Har Ghoont Mein Swag | バードシャー                              | バードシャー       | [ 43 ] |
| 2023 | Kyun Karu Fikar      | ニキタ・ガンディー                        | ヴァイハヴ・パーニ | [ 44 ] |

## 評価

### 人物評
2016年に「Googleで最も検索された著名人」の第5位にランクインした。また、Instagramのフォロワー数は5750万人を超え、最もフォローされている著名人の一人である。2019年には『フォーブス・インディア』の「フォーブス・セレブリティ100」で第43位（推定年収5800万ルピー）にランクインしており、『ザ・タイムズ・オブ・インディア』の「最も魅力的な女性50人」では第19位（2017年）、第9位（2019年）、第1位（2019年）、第3位（2020年）にそれぞれランクインしている。このほかにジョイ・グローバル、バータ・コーポレーション、フォッシル・グループなど複数のブランドや商品のエンドーサーとして知られている。

### 受賞歴

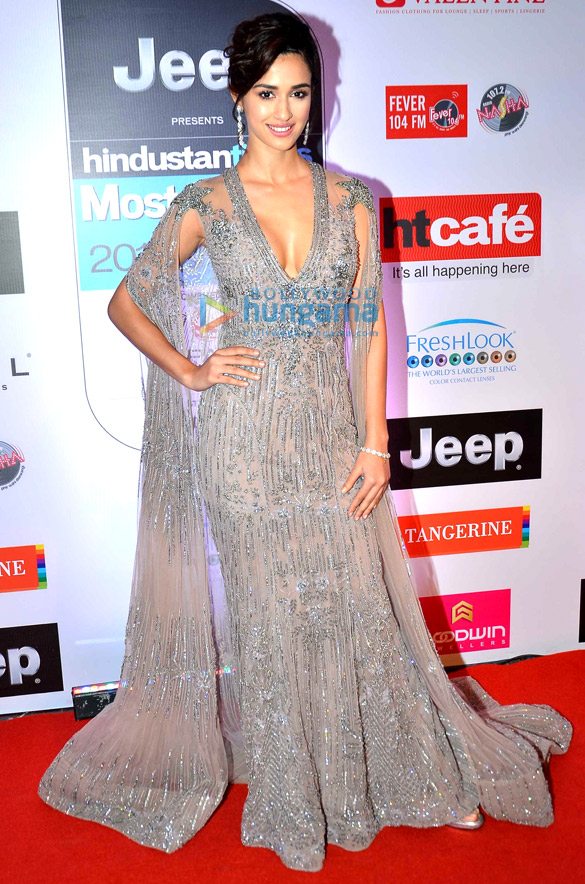
HTムンバイ・スタイリッシュ・アワード授賞式に出席するディシャ・パタニ

| 年                                             | 部門                               | 作品                                | 結果                       | 出典                       |
| 国際インド映画アカデミー賞                     | 国際インド映画アカデミー賞         | 国際インド映画アカデミー賞          | 国際インド映画アカデミー賞 | 国際インド映画アカデミー賞 |
| ---------------------------------------------- | ---------------------------------- | ----------------------------------- | -------------------------- | -------------------------- |
| 2017年                                         | 助演女優賞                         | 『M.S.ドーニー 〜語られざる物語〜』 | ノミネート                 | [ 54 ] [ 55 ]              |
| 2017年                                         | 新人女優賞                         | 『M.S.ドーニー 〜語られざる物語〜』 | 受賞                       | [ 54 ] [ 55 ]              |
| スター・スクリーン・アワード                   |                                    |                                     |                            |                            |
| 2017年                                         | 新人女優賞                         | 『M.S.ドーニー 〜語られざる物語〜』 | 受賞                       | [ 56 ]                     |
| スターダスト・アワード                         |                                    |                                     |                            |                            |
| 2017年                                         | 有望女優賞                         | 『M.S.ドーニー 〜語られざる物語〜』 | 受賞                       | [ 57 ]                     |
| 2017年                                         | 新人女優賞                         | 『M.S.ドーニー 〜語られざる物語〜』 | 受賞                       | [ 57 ]                     |
| ビッグ・スター・エンターテインメント・アワード |                                    |                                     |                            |                            |
| 2017年                                         | ドラマ映画女優賞                   | 『M.S.ドーニー 〜語られざる物語〜』 | ノミネート                 | [ 58 ]                     |
| 2017年                                         | 新人女優賞                         | 『M.S.ドーニー 〜語られざる物語〜』 | 受賞                       | [ 58 ]                     |
| ボリウッド・ハンガマ・スタイル・アイコン       |                                    |                                     |                            |                            |
| 2023年                                         | ブレイキング女優賞                 | N/A                                 | ノミネート                 | [ 59 ]                     |
| 2023年                                         | スタイリッシュ・トレンドセッター賞 | N/A                                 | ノミネート                 | [ 59 ]                     |
| 2023年                                         | スタイリッシュ・グラムスター賞     | N/A                                 | ノミネート                 | [ 59 ]                     |
| ピンクヴィッラ・スタイル・アイコン・アワード   |                                    |                                     |                            |                            |
| 2023年                                         | グラマラス・トレンドセッター賞     | N/A                                 | 受賞                       | [ 60 ]                     |